# مارولا
مارولا (انگلیسی: Sclerocarya birrea) درختی خزاندار، در اندازه‌های متوسط و بومی جنوب آفریقا، غرب آفریقا و ماداگاسکار است. این درخت دارای یک تنهٔ اصلی و انشعابات و شاخه‌های فراوان می‌باشد. این درخت در نواحی و ارتفاعات پست و جنگل‌های باز تا ارتفاع ۱۸ متر نیز رشد می‌کند. از میوه‌های این گیاه به عنوان نوشیدنی‌های الکلی نیز استفاده می‌گردد.

## توضیحات
این درخت گونه‌ای تک‌ساقه با تاجی گسترده و پهن است. پوست تنه آن خاکستری و لکه‌دار بوده و می‌تواند تا ارتفاع ۱۸ متر رشد کند، عمدتاً در ارتفاعات پایین و جنگل‌های باز یافت می‌شود. پراکندگی این گونه در سراسر آفریقا و ماداگاسکار با مهاجرت‌های بانتوها هم‌راستا بوده است. شواهدی از اهلی‌سازی انسانی درخت مارولا وجود دارد، زیرا درختانی که در زمین‌های کشاورزی رشد می‌کنند، معمولاً میوه‌های بزرگ‌تری دارند.
میوه‌های این درخت که بین دسامبر تا مارس می‌رسند، دارای پوستی زرد کم‌رنگ (اگزوكارپ) و گوشتی سفید (مزوكارپ) هستند. میوه‌ها هنگامی که نارس و به رنگ سبز هستند از درخت می‌افتند و سپس روی زمین به رنگ زرد می‌رسند. آن‌ها آبدار، ترش و با طعمی قوی و خاص هستند. درون میوه، هسته‌ای با دیواره ضخیم به اندازه یک گردو (اندوكارپ) قرار دارد. این هسته‌ها پس از خشک شدن، با رها کردن دو (و گاهی سه) درپوش کوچک دایره‌ای‌شکل در یک انتها، دانه‌ها را نمایان می‌کنند. میوه‌ها شفت‌دار بوده و یک دانه در اندوكارپ خود دارند، اگرچه گاهی تا چهار دانه نیز ممکن است وجود داشته باشد. دانه‌ها طعمی لطیف و فندق‌مانند دارند و بسیار مورد علاقه‌اند، به‌ویژه برای جونده‌های کوچک که دقیقاً می‌دانند کجا باید درپوش را بجوند.
این درختان دوپایه جنسی هستند. درختان نر چندین گل نر را در خوشه‌های انتهایی تولید می‌کنند. این گل‌ها کاسبرگ و گلبرگ‌های قرمز دارند و هر گل دارای حدود ۲۰ پرچم است. در موارد نادر، یک گل نر ممکن است اندام مادگی نیز تولید کند و به گل دوپایه جنسی تبدیل شود. گل‌های ماده به صورت جداگانه بر روی دم‌گل خود رشد می‌کنند و دارای پرچم‌های نابجا (استامینود) هستند. برگ‌ها متناوب، مرکب و به‌صورت تک‌شانه‌ای نابرابر تقسیم شده‌اند. شکل برگچه‌ها از گرد تا بیضوی متغیر است.

## تصاویر

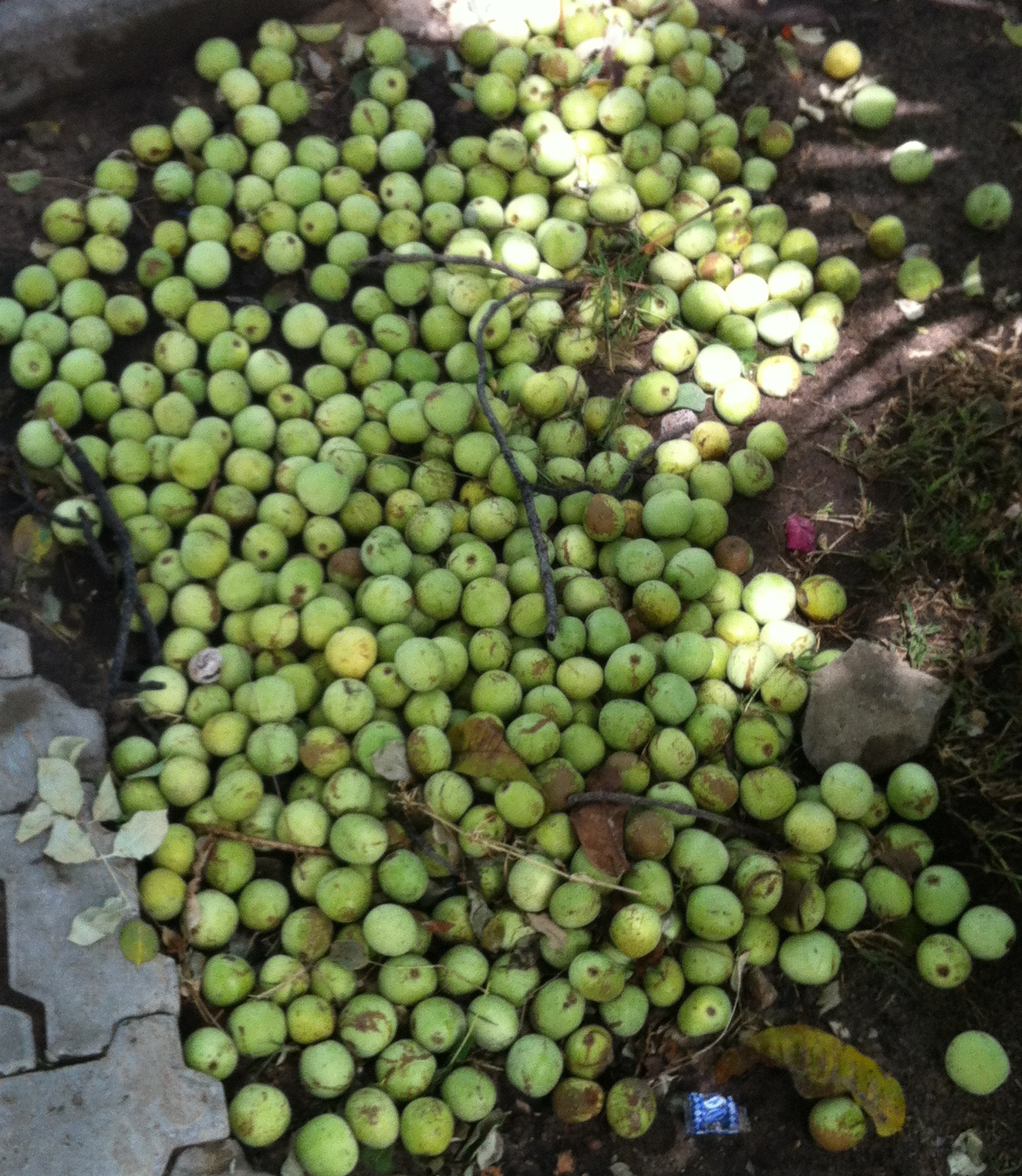
افتاده‌های میوه مارولا در اونگودیویا، نامیبیا
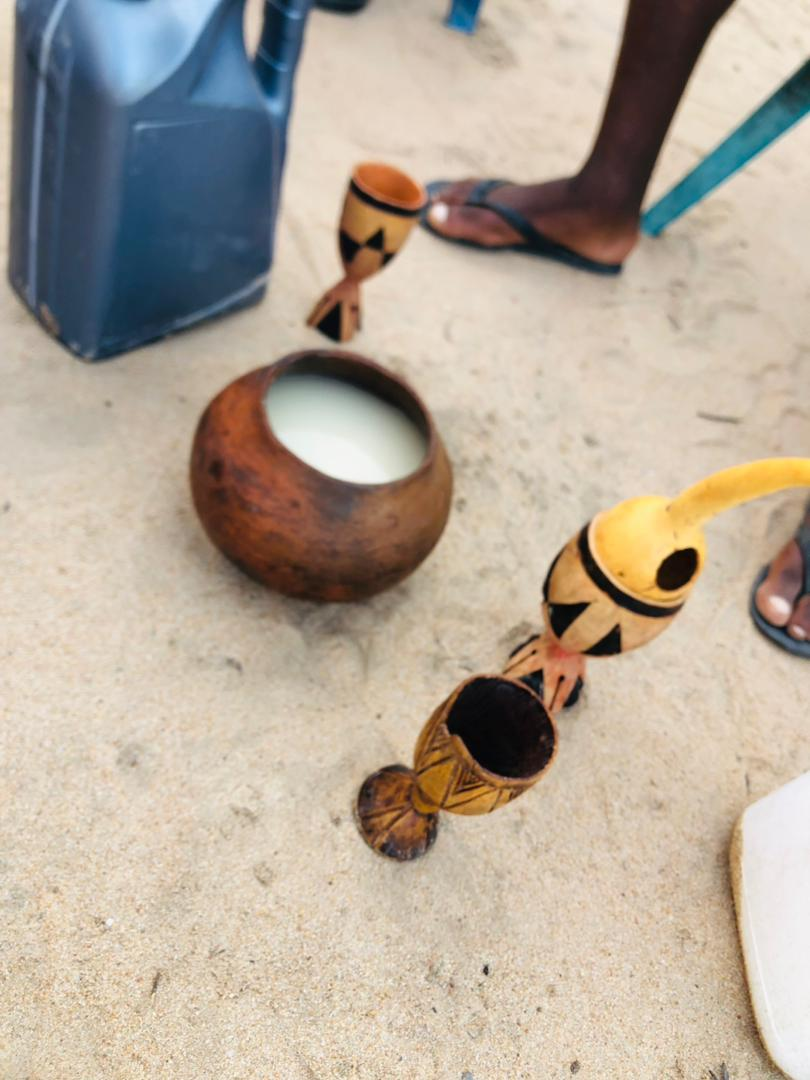
نوشیدنی سیب‌مانند مارولا، اونگودیویا، نامیبیا
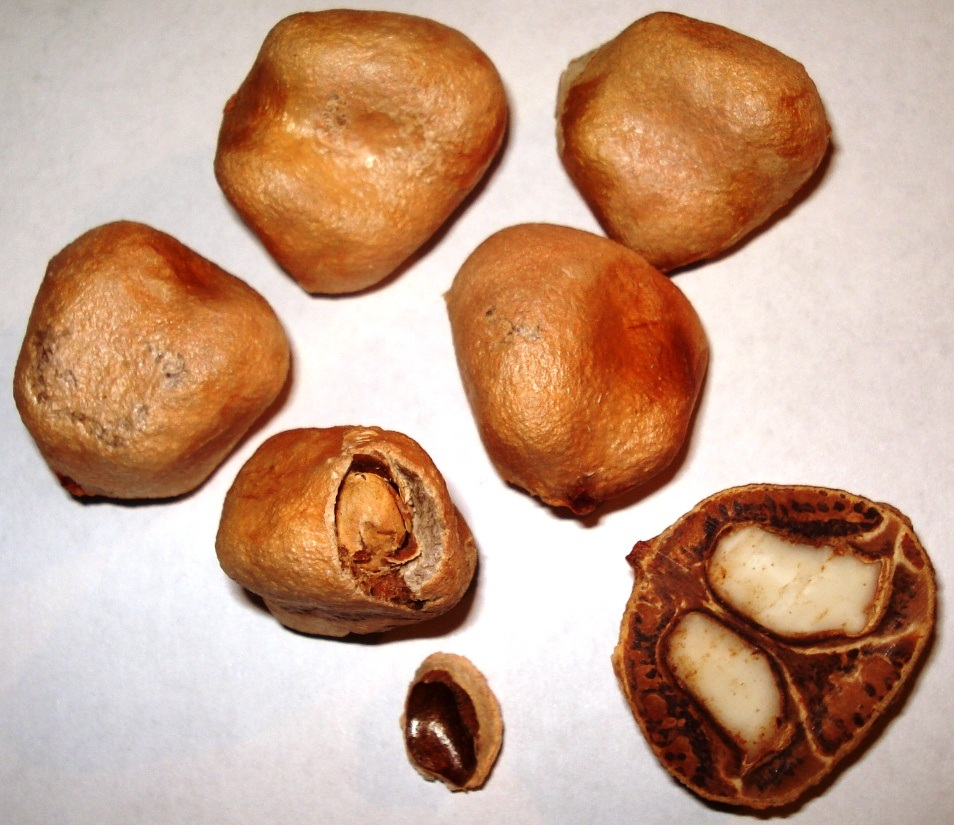
دانه‌های مارولا
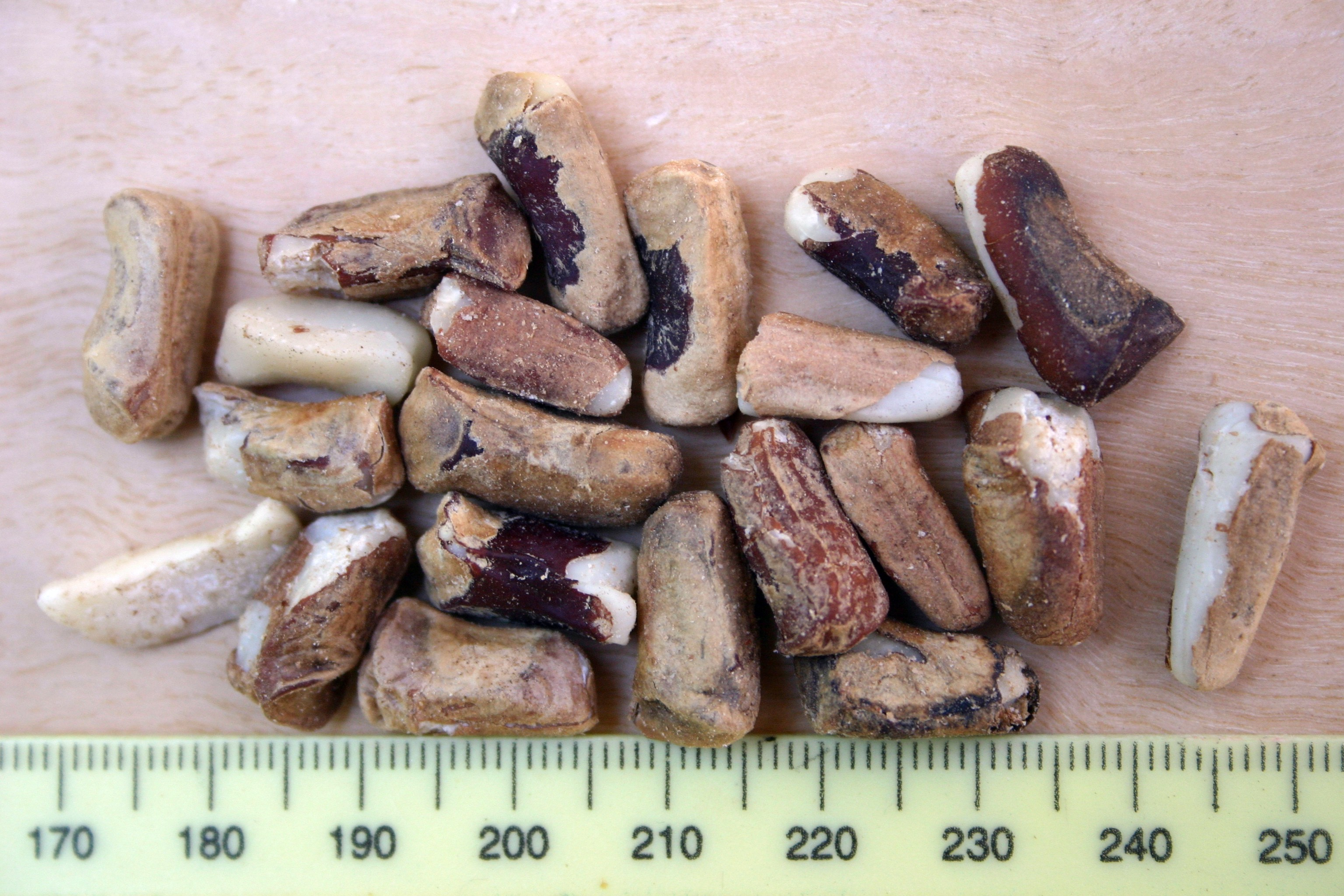
دانه‌های مارولا
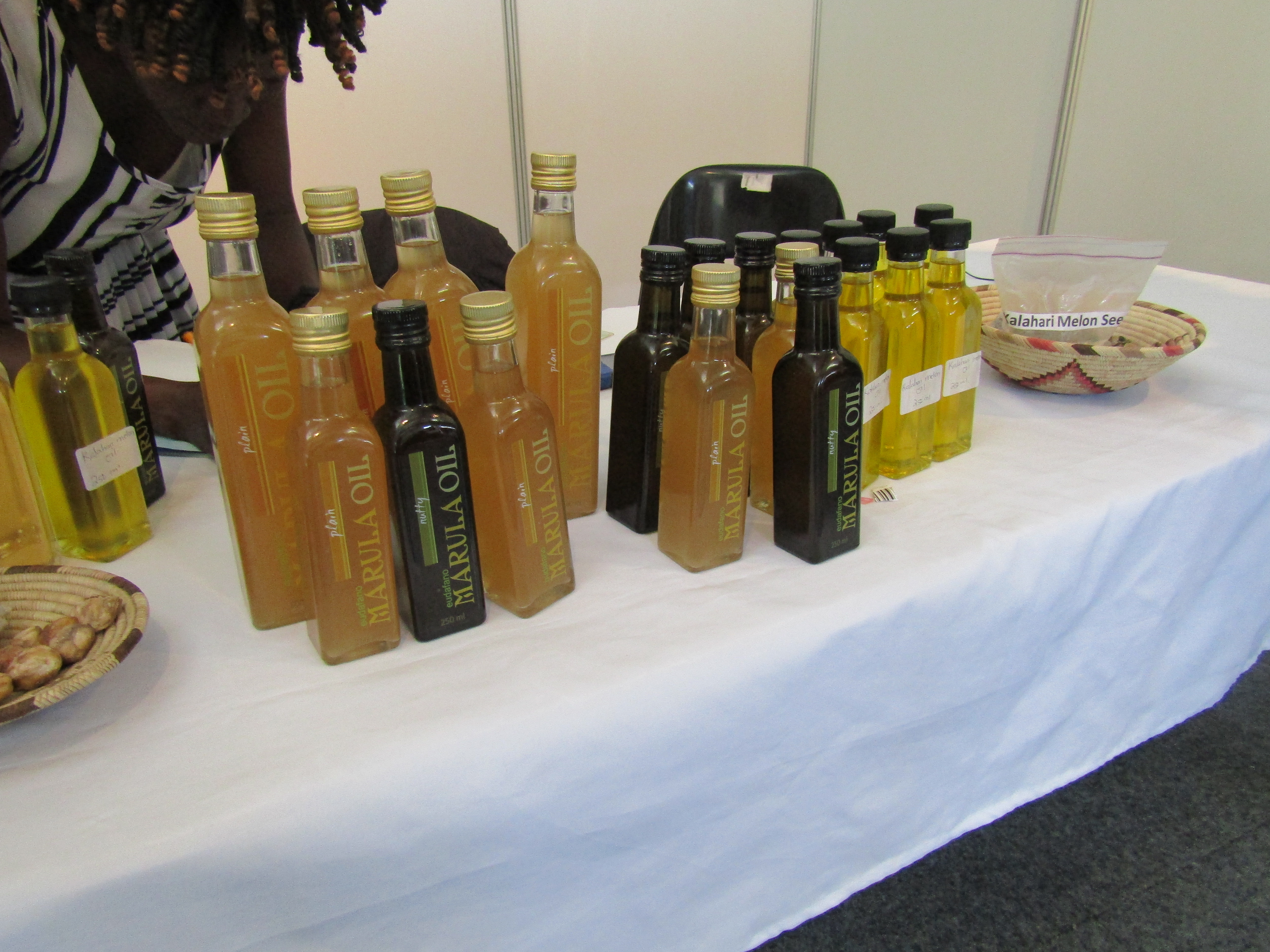
روغن مارولا برای فروش در نمایشگاه بازرگانی سالانه اونگودیویا ۲۰۱۶، نامیبیا
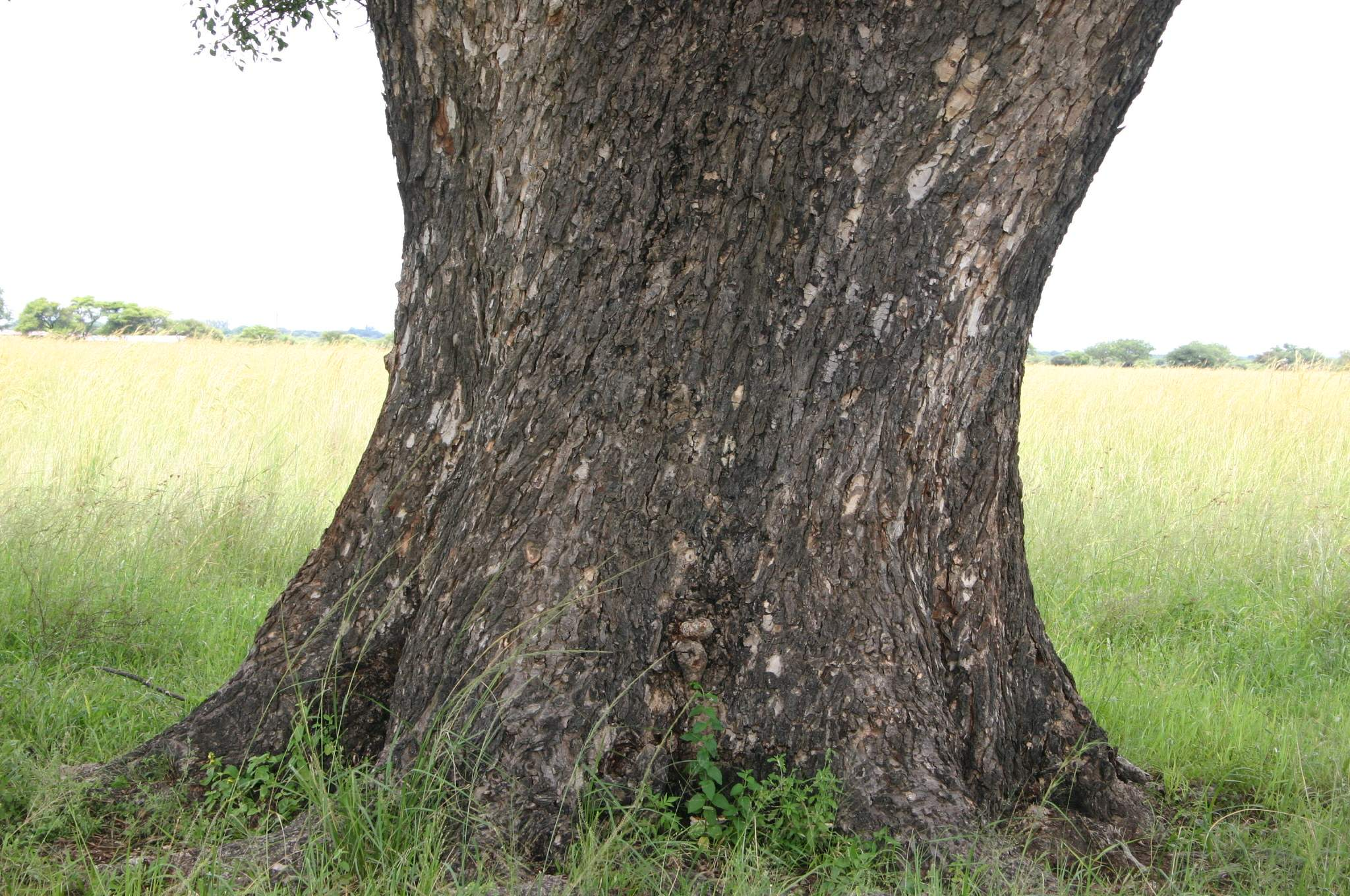
بدنه مارولا
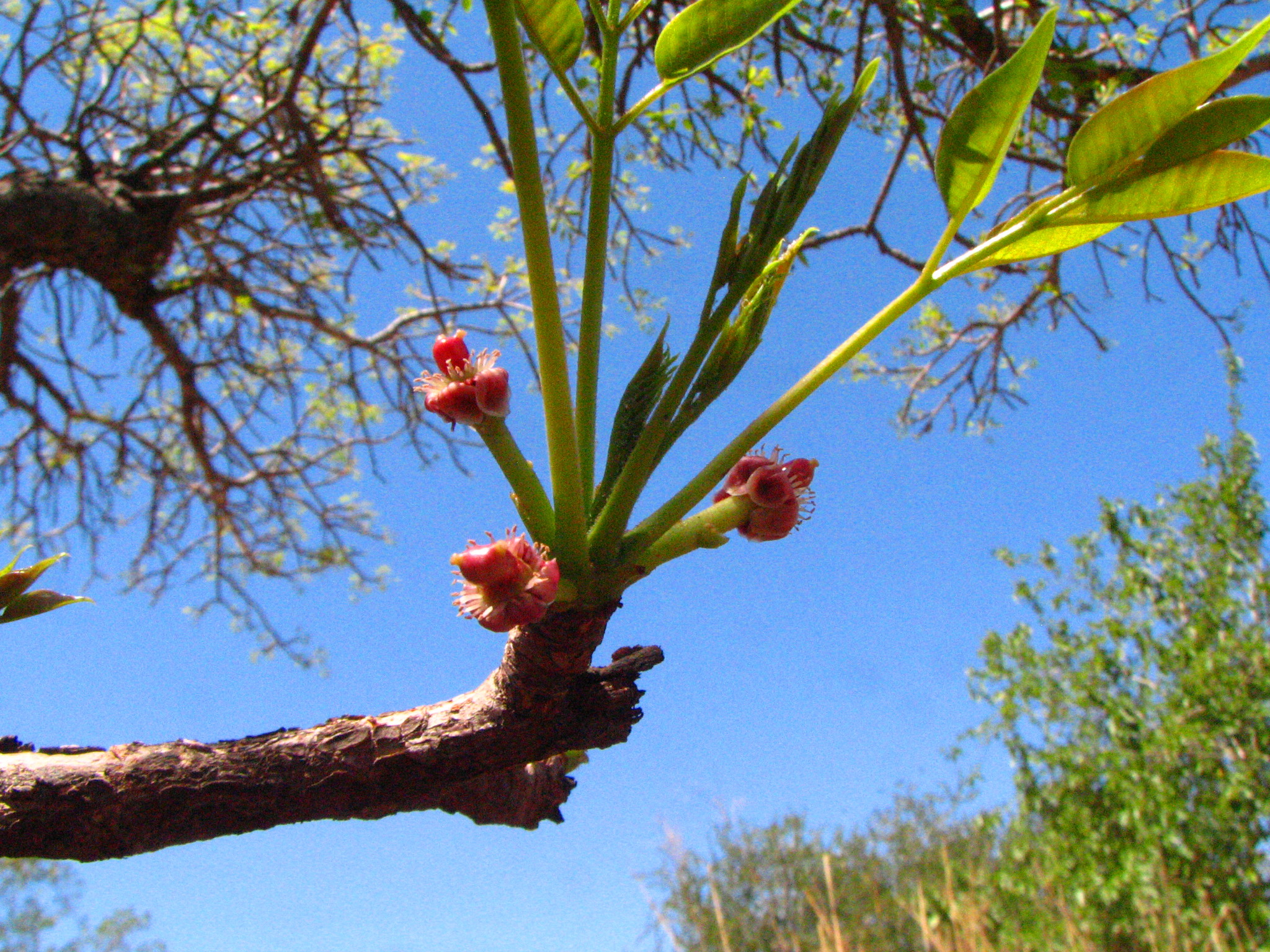
گل‌های ماده مارولا
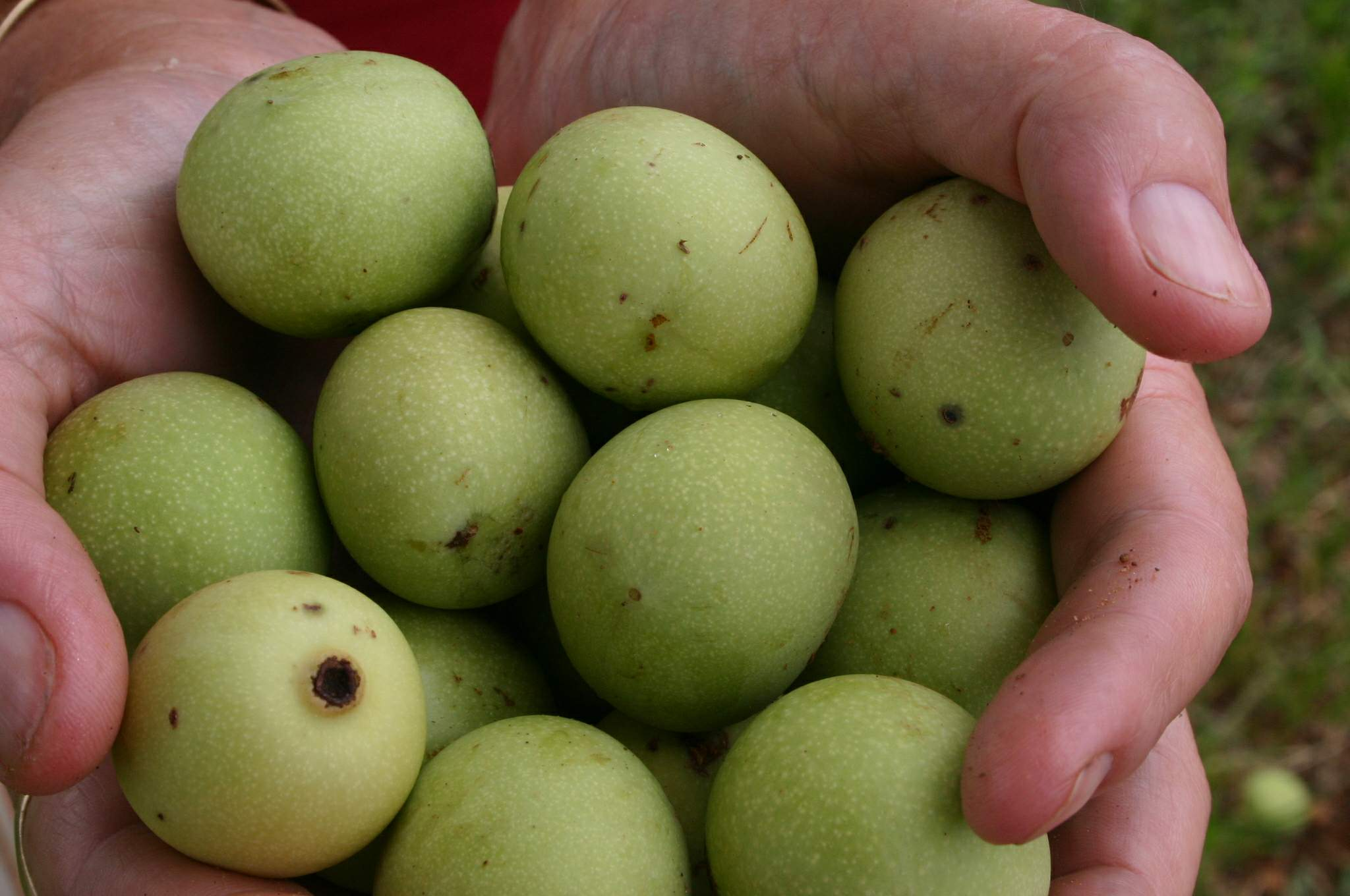
میوه سبز مارولا
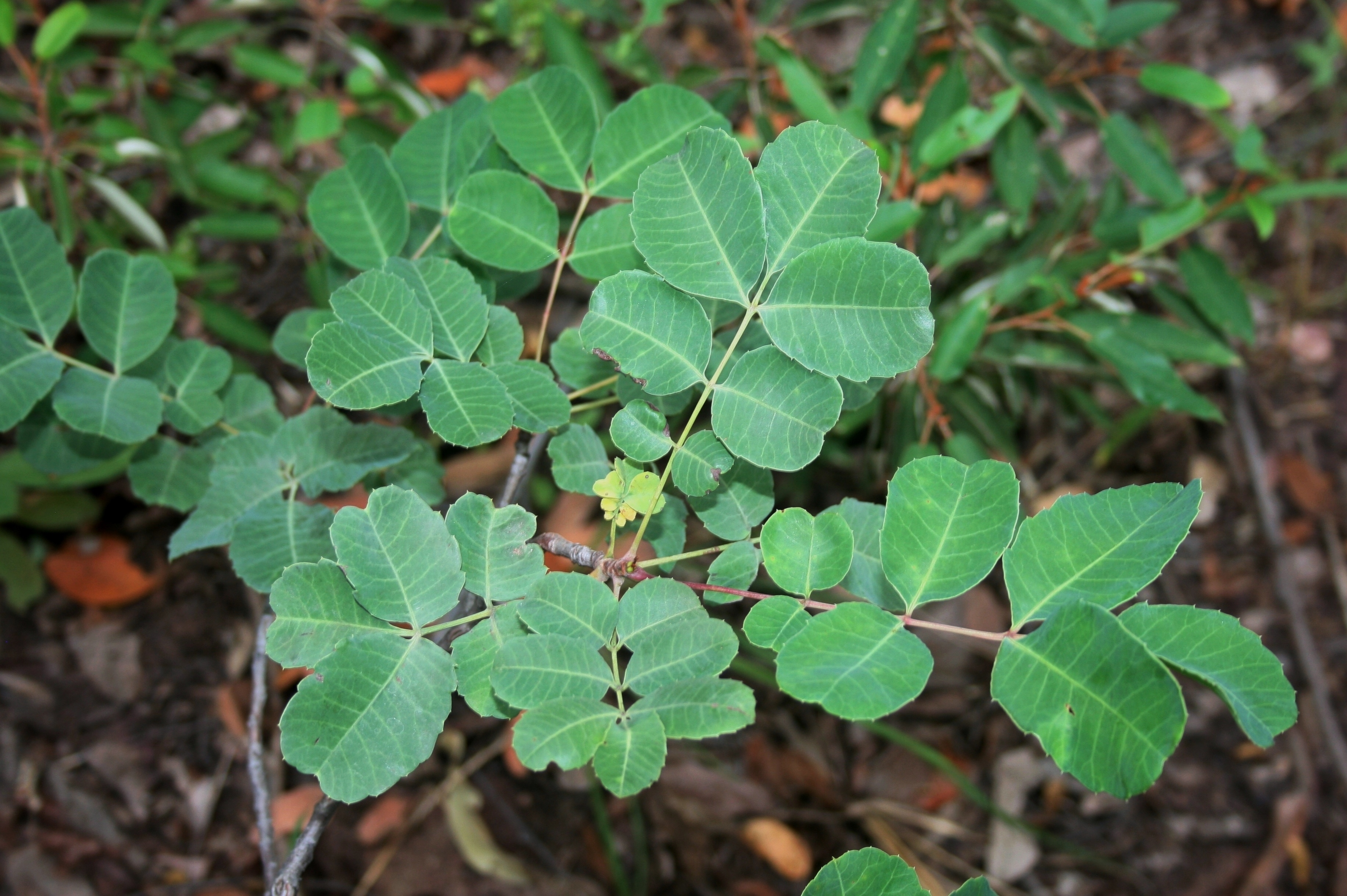
نهال با برگچه‌هایی مشخص و دارای بریدگی در نوک (امارجینیت) و حاشیه‌های دندانه‌دار، ویژگی‌هایی که در گیاهان بالغ دیده نمی‌شود.